# William Eustis
William Eustis (10 de Junho de 1753 – 6 de Fevereiro de 1825) foi um físico, político e estadista dos tempos da província de Massachusetts. Formado em medicina, serviu como cirurgião militar durante a Guerra de Independência dos Estados Unidos, notadamente na Batalha de Bunker Hill. Retomou a prática médica após a guerra, mas logo entrou na política.
Após vários mandatos na câmara do estado, Eustis venceu as eleições para o Congresso dos Estados Unidos em 1800, exercendo como um Democrata-Republicano moderado. Retornou brevemente à política do estado após perder a reeleição em 1804 e foi escolhido para ser Secretário da Guerra em 1809 pelo Presidente James Madison. Devido, em parte, à sua inexperiência em administrar o exército e à falta de preparo, os fracassos militares nos primeiros meses da Guerra de 1812 foram colocadas sob sua responsabilidade, levando à sua renúncia.
Madison então nomeou Eustis Embaixador para a Holanda, cargo que ocupou de 1814 até 1818. Após outro período no Congresso, foi eleito Governador de Massachusetts em 1822. Sucessor popular de John Brooks, Eustis morreu no cargo em 1825. Sua mansão em Boston, construída na década de 1750 pelo governador britânico William Shirley, é conhecida como Shirley-Eustis House e é um Marco Histórico Nacional.

## Primeiros anos e serviço militar
William Eustis nasceu no dia 10 de Junho de 1753 em Cambridge, filho de Benjamin Eustis, um famoso médico de Boston e Elizabeth (Hill) Eustis. Foi o segundo filho vivo de doze filhos. Estudou na Boston Latin School antes de entrar na Harvard College, na qual formou-se em 1772. Enquanto estava em Harvard, pertencia a uma unidade de milícia de universitários chamada Martimercurian Band.
Após a formatura, estudou medicina com o Dr. Joseph Warren, um conhecido líder político Patriota. Quando as Batalhas de Lexington e Concord desencadearam a Guerra de Independência dos Estados Unidos em Abril de 1775, Warren e Eustis trabalharam no campo, cuidando dos revolucionários feridos. Warren garantiu a Eustis um cargo como cirurgião do regimento da artilharia rebelde. Eustis ajudou a cuidar dos feridos na Batalha de Bunker Hill, em Junho de 1775, na qual Warren foi morto. Serviu no Exército Continental nas Campanhas de Nova Iorque e Nova Jersey, recusando o posto de tenente-coronel oferecida pelo chefe de artilharia Henry Knox. Durante seu serviço no Exército Continental, Eustis conheceu e criou uma amizade duradoura com Aaron Burr, natural de Nova Jersey.
Em 1777, Eustis foi colocado no comando de um hospital militar criado na antiga residência do Lealista Beverley Robinson, ao norte de Nova York, onde permaneceu durante a guerra. Em Setembro de 1780, desempenhou um papel menor nos eventos que cercavam a fuga do traidor Benedict Arnold: cuidou da esposa de Arnold Peggy, que parecia histérica com a súbita partida do marido e a descoberta de sua conspiração.
Após a guerra, Eustis voltou à medicina em Boston. Foi novamente chamado para servir em assuntos militares quando a Rebelião de Shays estourou no oeste de Massachusetts em 1786, tornando-se cirurgião do grupo de milícia criada pelo General Benjamin Lincoln que suprimiu a rebelião nos primeiros meses de 1787. Eustis tornou-se vice-presidente da Sociedade de Cincinnati em 1786, cargo que ocupou até 1810 e novamente em 1820.

## Legislador
Eustis foi eleito para o Tribunal Geral de Massachusetts (a câmara do estado) de 1788 até 1794, na qual abandonou porque estava "cansado" das artimanhas políticas do órgão. Depois disso, foi escolhido para exercer no Conselho do Governador por dois anos. Em 1800, concorreu a um cargo na Câmara dos Representantes dos Estados Unidos. Durante sua bem-sucedida campanha contra Josiah Quincy, Eustis foi acusado de ser autor ou cúmplice na produção de cartas que faziam parte da Conspiração de Newburgh em 1783, uma rebelião ameaçada no Exército Continental. Eustis negou publicamente ser o autor das cartas, mas ficou calado quanto ao seu papel no caso. (John Armstrong mais tarde admitiu ter escrito as cartas e Eustis admitiu alguns anos depois que tinha conhecimento da conspiração).
Eustis era um Democrata-Republicano moderado que não consultou as reformas significativas que os Republicanos mais radicais desejavam. Demonstrou isso votando contra a revogação do Presidente Thomas Jefferson da Lei Judiciária de 1801, uma lei Federalista aprovada nos últimos dias do governo John Adams que havia aumentado bastante o número de cargos no tribunal federal. Em 1802, Eustis foi reeleito, derrotando John Quincy Adams, e em uma revanche das eleições de 1800 com Quincy, Eustis foi derrotado por menos de 100 votos. Enquanto estava na Câmara, foi um dos administradores nomeados pela Câmara dos Representantes em 1804 para conduzir o processo de impeachment (a primeira ação desse tipo a ser bem-sucedida) contra John Pickering, juiz do Tribunal Distrital dos Estados Unidos de New Hampshire. Em 1804, argumentou a favor de armar navios mercantes para as Índias Ocidentais.

## Secretário da Guerra
Quando James Madison tornou-se presidente em 1809, procurou melhorar o status dos Democratas-Republicanos na Nova Inglaterra dominada pelos Federalistas. Para isso, escolheu Eustis para ser seu Secretário da Guerra. Eustis não foi uma boa escolha para o cargo, carecendo das habilidades administrativas necessárias e do histórico militar detalhado. Também teve relações difíceis com James Wilkinson e Wade Hampton, dois altos comandantes do exército.

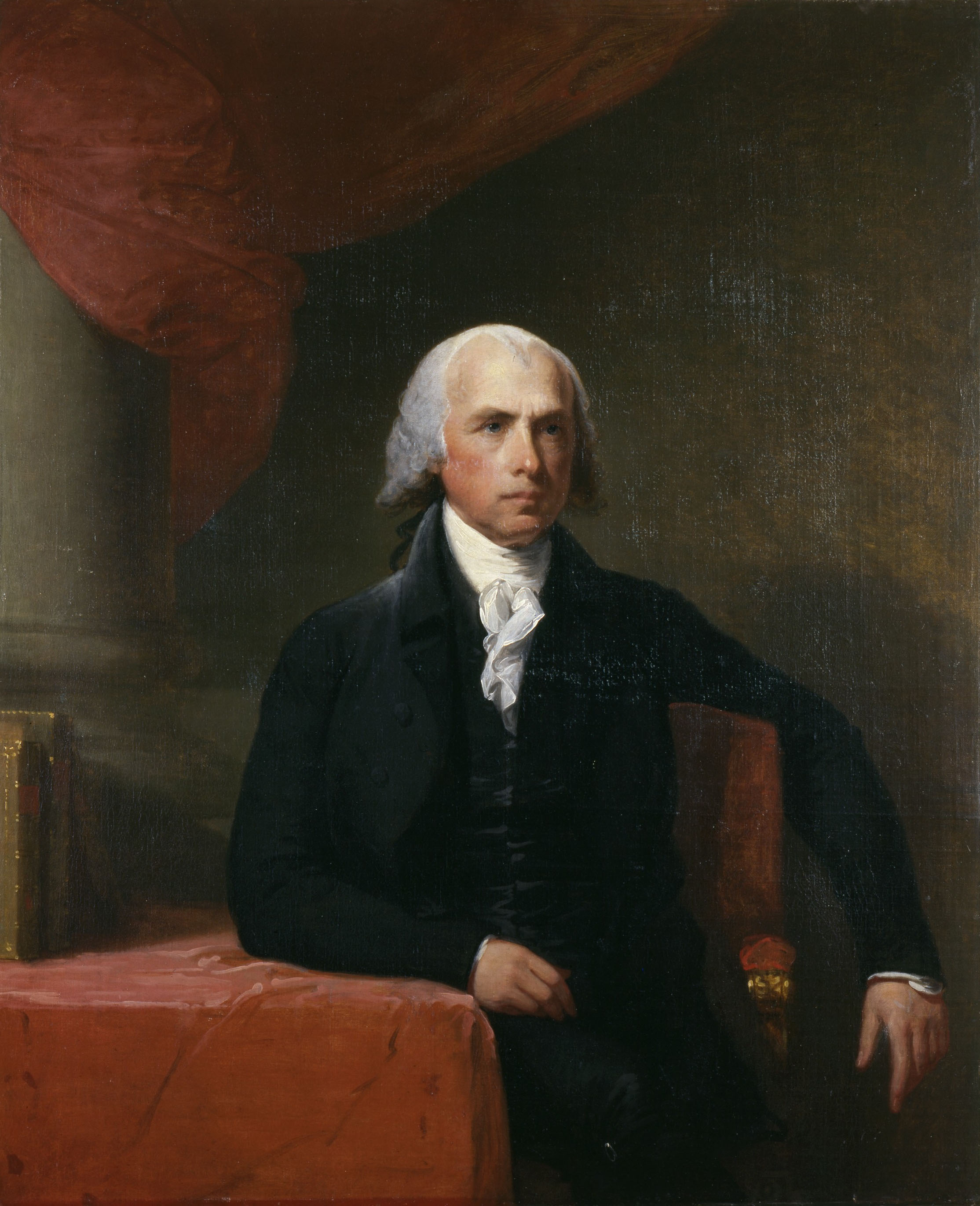
James Madison, retrato por Gilbert Stuart, por volta de 1805–1807

Eustis fez um grande esforço para atualizar os manuais de campo dos militares, que não haviam mudado desde a Guerra de Independência. Depois de adquirir cópias de manuais publicados em 1791 para serem usadas pelos exércitos da República Francesa, Eustis encomendou uma tradução e pressionou pela adoção de novos manuais baseados nas táticas francesas. Embora um novo manual estivesse pronto para uso em 1812, não foi bem recebido pelos oficiais militares e não foi usado na guerra iniciada naquele ano.
À medida que as tensões aumentavam entre os Estados Unidos e a Grã-Bretanha, Eustis fez passos modestos para melhorar a prontidão militar, mas não distinguiu-se ou introduziu outras iniciativas ou propostas. Quando a Guerra de 1812 começou, a logística do exército estava um caos e não tinha comandante, forçando Eustis a tomar decisões detalhadas para nove distritos militares. Quando a guerra começou mal com a rendição do General William Hull no Cerco de Detroit, Eustis foi severamente criticado. O Secretário do Tesouro Albert Gallatin escreveu que havia "uma total falta de confiança" em Eustis que era vista "por toda ramificação do serviço público". Eustis apresentou sua renúncia em Dezembro de 1812 e o Secretário de Estado James Monroe assumiu suas funções até John Armstrong assumir o cargo no dia 13 de Fevereiro de 1813.

## Embaixador da Holanda
Eustis foi nomeado embaixador dos Estados Unidos na Holanda pelo Presidente Madison, exercendo de 1814 até 1818. Madison acreditava que o cargo era importante para sondar as condições na Europa devido ao uso histórico de Haia como um terreno neutro para as negociações e instruiu Eustis a acompanhar o sentimento diplomático europeu. No entanto, o status dos holandeses diminuiu após a derrota de Napoleão e o cargo não foi particularmente ativo. Eustis conduziu, sem sucesso, reivindicações contra os holandeses por apreensões de mercadorias e navios americanos ocorridas durante o reinado de Luís I da Holanda sobre o Reino da Holanda (as reivindicações foram finalmente reconhecidas pela França). Eustis foi eleito membro da American Antiquarian Society em 1815. Eustis e Albert Gallatin, então Embaixador dos Estados Unidos na França, negociaram um novo tratado de comércio com o governo holandês em 1817; foi ratificado em 1818. Eustis estava em desvantagem devido à sua falta de habilidade na língua francesa e foi retirado em 1818 depois que o governo holandês reduziu seu chefe de delegação americana a um encarregado de negócios. Enquanto estava na Europa, Eustis renovou uma amizade com o Marquês de Lafayette, com quem havia servido na Guerra de Independência.

## Cargos posteriores

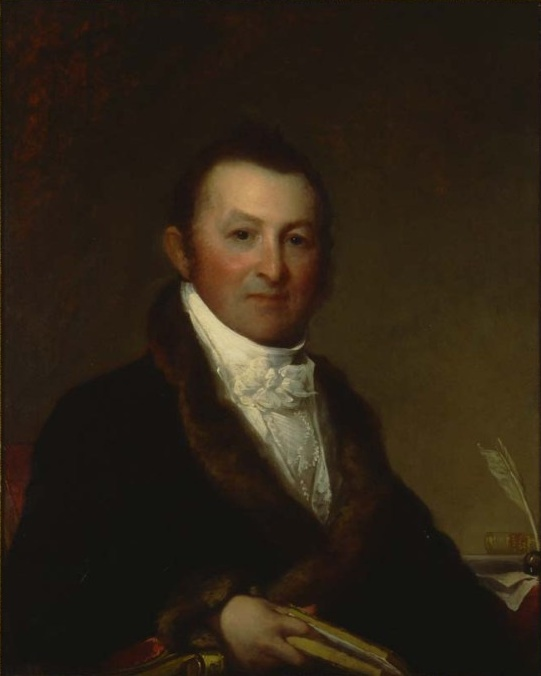
Harrison Gray Otis, retrato por Gilbert Stuart

Ao retornar da Europa, Eustis comprou a mansão em Roxbury, construída pelo governador britânico William Shirley na década de 1750 (que agora é conhecida como Shirley-Eustis House). Eustis foi novamente eleito para o Congresso em uma eleição especial convocada após a renúncia do Representante Edward Dowse. Exerceu de 1820 até 1823, presidindo como presidente do Comitê de Assuntos Militares da Câmara dos EUA. No debate sobre o reconhecimento do Missouri como Estado (provocando o Compromisso do Missouri), Eustis fez um discurso fervoroso em oposição à linguagem proposta na Constituição do Missouri, proibindo a entrada de negros livres no estado.
Concorreu sem sucesso para Governador de Massachusetts três vezes (1820 até 1822), perdendo toda vez para o popular Federalista moderado John Brooks. Em 1823, Eustis ganhou o cargo em uma disputa altamente contenciosa com o impopular arqui-Federalista Harrison Gray Otis. Os republicanos apresentaram Eustis como um sucessor moderado de Brooks, que seria menos partidário que Otis e também destacou sua experiência na Guerra de Independência. Levou redutos Federalistas nos Condados de Hampshire e Essex e quase derrotou Otis em Boston. A vitória de Eustis nas eleições (combinada com uma varredura Republicana da câmara no ano seguinte) marcou o fim efetivo do Partido Federalista em Massachusetts.
Eustis era um governador popular, dando continuidade as políticas moderadas de Brooks. Nomeou seu vice-governador, Levi Lincoln, Jr., para a alta corte do estado e ganhou a reeleição em 1824 com o ex-Representante Marcus Morton como seu vice. Enquanto governador, acolheu seu velho amigo Lafayette quando viajou pelos Estados Unidos. Entre Março e Abril de 1824, talvez devido à sua popularidade, William Eustis foi homenageado com um único voto na Bancada do Partido Democrata-Republicano como candidato do partido à vice presidência dos EUA nas eleições no final daquele ano.
Eustis morreu em Boston de pneumonia enquanto ainda era governador no dia 6 de Fevereiro de 1825. Seu funeral e sepultamento temporário ocorreram no Granary Burying Ground de Boston e foi imortalizado por seu amigo Edward Everett. Mais tarde, foi sepultado no Antigo Cemitério de Lexington.

## Vida pessoal

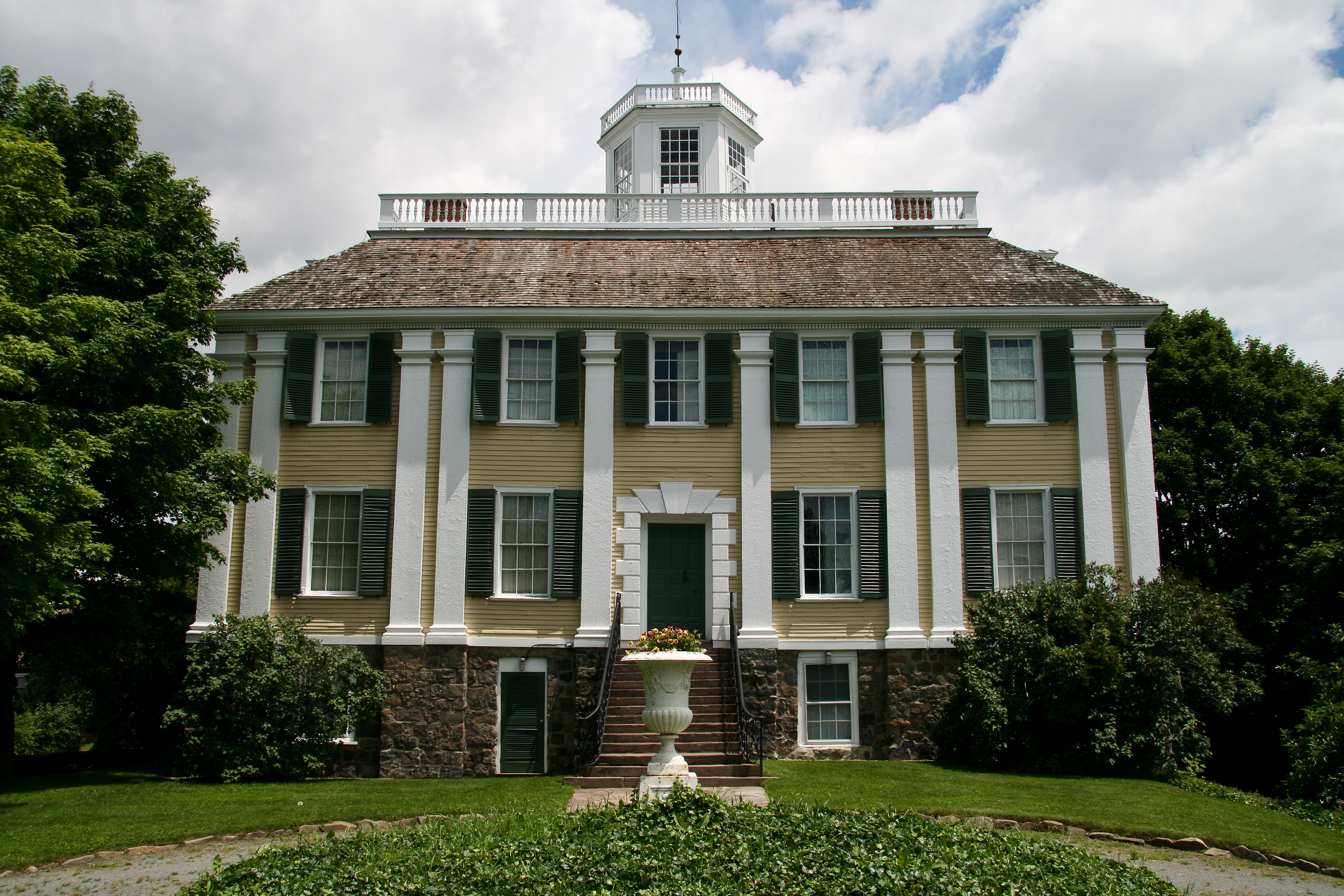
A Shirley-Eustis House, na parte Roxbury de Boston

Durante a Guerra de Independência, Eustis tornou-se grande amigo de Aaron Burr, uma amizade que cresceu na década de 1790. Burr e Eustis trocaram cartas sobre os assuntos mais íntimos, recomendando potenciais parceiras românticas um para o outro e compartilhando o gosto por mulheres bem-educadas. Eustis ajudou Burr em uma ocasião, ajudando-o a encontrar alojamentos para uma jovem cuja mãe estivera envolvida em um relacionamento adúltero com Alexander Hamilton; foi colocada em um internato na área de Boston. Eustis também pode ter sido alvo de uma paixonite por Theodosia, filha de Burr, que compartilhou detalhes íntimos de sua vida com ele (incluindo condições médicas emanadas de uma gravidez difícil) até a idade adulta.
Eustis foi por muitos anos um solteirão convicto, descrito como gentil e encantador. Casou-se com Caroline Langdon em 1801; não tiveram filhos. Era irmã de Henry Sherburne Langdon, que se casara com a irmã de Eustis, Ann, e filha de Woodbury Langdon, um importante comerciante e juiz de Portsmouth, New Hampshire. Sua esposa sustentou-o por quarenta anos, depois que sua propriedade em Boston foi dividida entre parentes. A mansão caiu na decadência, mas foi adquirida pelos preservacionistas em 1913 e restaurada à sua grandeza do século XIX no final do século XX. É agora um museu-casa e um Marco Histórico Nacional.